# Radar meteorológico Doppler de terminal

Aeropuertos equipados de un TDWR, de EE. UU. Otro se halla en San Juan (Puerto Rico)

Un radar meteorológico Doppler de aeropuerto (en inglés: Terminal Doppler Weather Radar, TDWR) es un radar meteorológico Doppler instalado en la terminal de un aeropuerto para detectar precipitaciones y cizalladuras de viento para las necesidades de información del control del tráfico aéreo.
Los radares TDWR conforman una red o un sistema radárico desplegado en los principales aeropuertos de los Estados Unidos expuestos a condiciones de cizalladura. En 2009, había cuarenta y cinco de esos radares meteorológicos a través de los EE. UU. y además uno en Puerto Rico, y al menos uno comprado por otros países como el de Hong Kong (China).
El desarrollo de estos radares fue financiado por la Administración Federal de Aviación, y se realizó a principios de la década de 1990 por los Lincoln Laboratories, una componente del Massachusetts Institute of Technology. La principal ventaja de los TDWR, en comparación con los radares anteriores es su mayor resolución, y el rango angular, debido a su delgado haz y, mejorados algoritmos para el procesamiento de señales.

## Características
Típicamente un TDWR es un radar que usa una frecuencia de entre 5600-5650 MHz; y una longitud de onda de 5 cm con un poder de resolución angular de 0,55 grados. En velocidades radiales, la data está disponible hasta 90 km desde el radar y una resolución angular total de 0,5 º y una resolución del rango de 150 metros. Debido al uso de la frecuencia de repetición de pulsos radar, hay aliasing y la máxima velocidad no ambigua es de 32 a 50 km/h.
En reflectividad, la resolución es de 150 m por debajo de 135 km del radar, y de 300 m entre 135 y 460 km. La razón de esas diferentes resoluciones, es que para esas resoluciones de amplitud angular, en la gama más amplia de la anchura del haz se hace muy grande y obtener un promedio de más de datos en un volumen de resolución, uno tiene que aumentar el número de serie de pulsos contenedores, consumiendo tiempo de sondeo y retardando la generación de la escena que se está formando. Esa variación en la resolución de alcance, permite obtener un número similar de volúmenes de resolución, en donde los volúmenes promedio se hacen parecidos, ampliando la lateral del haz con la distancia al radar. Los desarrolladores de software han creado la frontera, arbitrariamente, en 135 km.
En velocidad radial Doppler, se dispone de datos de hasta 90 km del radar, con plena resolución angular de 0,55 º y el alcance de 150 m. A causa de la longitud de onda usada y de la frecuencia de repetición de los pulsos radar, la velocidad máxima no ambigua es de 20 a 30 nudos.
El TWDR debe explorar cada minuto de su ángulo de elevación más bajo cercano a la superficie de la Tierra, de 0,1 a 0,3 º (promedio de 0,2º). Y también está programado para investigar varios otros ángulos, para dar un volumen escaneado alrededor del radar cada 6 minutos
El tratamiento de los datos de TDWR localiza automáticamente los cambios en los vientos peligrosos de todo el aeropuerto, sobre todo ráfagas descendentes y los frentes de ráfagas de las pasadas tormentas. Esa información es utilizada por los controladores aéreos y los pilotos para evitar situaciones que puedan conducir a un siniestro.

## TDWR comparado al NEXRAD

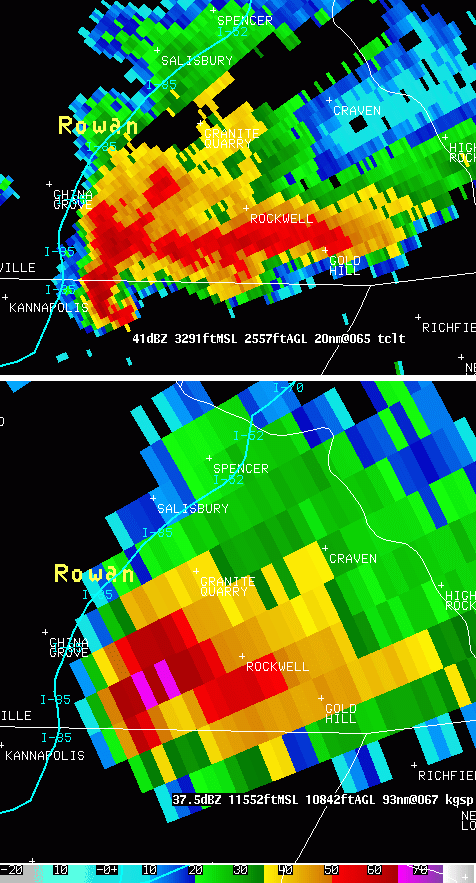
Arriba, escena proveniente de un TDWR, y de un NEXRAD, abajo, casi yuxtapuestas. Puede verse con gran detalle la imagen de TDWR, y también la de su atenuación, los puntos de color negro de los ecos son provocadas por pesada lluvia, debido a la longitud de onda usada

### Ventajas
El NEXRAD: radar meteorológico del National Weather Service de EE. UU., utiliza una longitud de onda de 1 dm (2700-3000 MHz) y tarda de 4 a 9 minutos para realizar un análisis, en función del número de ángulos programados. Su resolución angular es de 1,25º y separa puntos de 250 m. La velocidad máxima no ambigua es de 62 nudos (100 km) a 230 km del radar
Estas cifras muestran que la resolución de la TDWR es casi dos veces mejor que el NEXRAD, pero solo desde 135 km del radar meteorológico. Su máxima resolución es particularmente importante en el reconocimiento de las características de tiempo severo, como la estructura de las precipitaciones y la presencia de rotaciones.

### Desventajas
La longitud de onda más corta de la TDWR es relativamente cercana a la de grandes gota de lluvia y de granizo. La onda puede excitar el dipolo de las moléculas de agua en dichas gotitas y permitir una absorción parcial o total de la señal. Esa es una seria desventaja del TDWR cuando la lluvia es intensa. Esa atenuación significa que el radar no puede "ver" muy lejos-a través de las fuertes lluvias y el conocimiento del mal tiempo podría faltar. 
De hecho, la atenuación del haz del radar por las lluvias encontradas más cerca, dejan menos señal para identificar a aquellas más lejanas. Por lo tanto, puede suceder que las grandes tormentas no se vean bien, porque las precipitaciones cercanas al radar, ocultan las más lejanas. Con granizo en una tormenta, incluso se silenciará la señal y la fuerte lluvia que cae directamente sobre el radomo del TDWR limitará el alcance efectivo a esa pequeñísima distancia en todo el radar.
El segundo problema del TDWR es la velocidad inequívoca no ambigua o velocidad Nyquist. La velocidad radial de cualquier precipitación que se desplaza a más de 30 nudos, se registrará incorrectamente. Para extraer la velocidad real, hay diferentes técnicas y algoritmos, pero no siempre da resultados precisos. Esto es importante cuando se quiere identificar la firma de ciertas características de pequeña escala en una tormenta eléctrica. Por ejemplo, el TDWR tiene una muy buena resolución de reflectividad, y muestra la presencia de un eco en cadena pero pueden carecer de la dupla característica de velocidad de un mesociclón si las velocidades son grandes.
El NEXRAD, al utilizar una longitud de onda de 10 cm, no sufre atenuación y su velocidad ambigua es de 62 nudos, más alta que la mayoría de los movimientos de la meteorología, pero su resolución es menor. Cuando se encuentran un TDWR y otro NEXRAD que cubre la misma región, es importante consultar a los dos radares por su complementariedad.

## Investigaciones y desarrollos
El National Severe Storms Laboratory (NSSL) es la encargada por el National Weather Service y la FAA para trabajar en los métodos de análisis de datos en las dos redes de radares mencionados. El Grupo Severe Weather Warning Applications and Technology Transfer (SWAT) estudia los métodos para mejorar el filtrado de los ecos parásitos, desplegando mejor las velocidades ambiguas, y obtener el campo de velocidad con uno o más radares. El NSSL también proporcionaron datos a las oficinas locales del NWS TDWR desde finales de los 1990.